# Top Gear Overdrive
Top Gear Overdrive es un videojuego de carreras lanzado en 1998 para la Nintendo 64 y la secuela de Top Gear Rally. El juego tiene soporte para alta resolución gráfica si usa con el Expansion Pak y tiene música de la banda Grindstone.

## Jugabilidad
En el modo principal de juego, el jugador corre a través de seis temporadas, cada temporada contiene más carreras de más pistas, con autos más rápidos compitiendo.
Al comienzo de la carrera, el jugador comienza en la parte posterior de la cuadrícula en la línea de salida. Los jugadores de computadoras en el frente de la cuadrícula a menudo comienzan un tercio de la vuelta en la primera vuelta. Los jugadores comienzan con tres cargas de óxido nitroso, que se usan para darle al jugador un impulso de velocidad temporal.
Durante la carrera, el jugador puede recoger dos power-ups: óxido nitroso y efectivo. El óxido nitroso se puede usar de inmediato, mientras que el efectivo se agrega a las ganancias al final de la carrera y se usa para comprar mejoras al auto del jugador.
Los accesos directos están disponibles en cada pista y, a menudo, el uso de estos decide el resultado de las carreras, particularmente en temporadas posteriores.
Al final de cada carrera, al jugador se le presenta una pantalla que le permite realizar varias mejoras a su automóvil, como la aceleración y el manejo. El jugador también puede cambiar su automóvil por un vehículo mejor (o peor) y puede comprar óxido nitroso adicional para usar en la próxima carrera.
Al final de la temporada, si el jugador se ubica cuarto o mejor en todas las pistas de esa temporada, se les permite avanzar a la siguiente temporada.

## Pistas
En temporadas posteriores, todas las pistas anteriores, con la excepción de Space Truckin', están disponibles reflejadas y/o con una variedad de condiciones climáticas, como nevadas, truenos y tiempo nocturno. A medida que el jugador desbloquea pistas adicionales, estarán disponibles en todos los demás modos de juego, excepto en Space Truckin', que solo se puede jugar en el modo de campeonato principal.

## Banda sonora
La mayoría de las pistas de música fueron escritas e interpretadas por la desaparecida Banda underground de Grindstone.
El juego contaba 6 pistas de música que fueron:
1.- "Everything"
Enlace:
https://www.youtube.com/watch?v=VGfrzjbuirs&list=PLp0bqNMUzsGOUriBLuxh60wnpGpOH2P2V&index=1
2.- "Mir"
Enlace:
https://www.youtube.com/watch?v=5cNVFX5K-bg&list=PLp0bqNMUzsGOUriBLuxh60wnpGpOH2P2V&index=2
3.- "Hollow Eyes"
Enlace:
https://www.youtube.com/watch?v=CbRReSHvPXM&list=PLp0bqNMUzsGOUriBLuxh60wnpGpOH2P2V&index=3
4.-"Appropriate"
Enlace:
https://www.youtube.com/watch?v=wSwWRxFfT9s&list=PLp0bqNMUzsGOUriBLuxh60wnpGpOH2P2V&index=4
5."Threshold" Canción que daba al entrar el juego
https://www.youtube.com/watch?v=FpGIlwCwK3I&list=PLp0bqNMUzsGOUriBLuxh60wnpGpOH2P2V&index=5
6.- "Come Alive"
Enlace:
https://www.youtube.com/watch?v=A_QdYOeKC3g&list=PLp0bqNMUzsGOUriBLuxh60wnpGpOH2P2V&index=6

## Recepción
El juego recibió reseñas "favorables" de acuerdo al agregador reseñas del website GameRankings.